# 구반포역
구반포역(舊盤浦驛, Gubanpo station)은 서울특별시 서초구 반포동에 위치한 서울 지하철 9호선의 지하철역이다. 일반 열차만 정차한다. 당초 역명은 '개울물이 서리서리 굽이쳐 흐른다'는 뜻의 서릿개역이었으나 주민들의 반발로 구반포역으로 최종 결정되었다. 반포천 하저터널로 동작역과 연결된다.

## 역명에 관한 이야기
본래 서울특별시에 의해 예정된 역명은 '개울물이 서리서리 굽이쳐 흐른다'는 뜻의 '서릿개'였다. 그러나 역 일대 주민 6,700여 명은 서명 운동을 통해, 서릿개라는 명칭이 구반포 지역에서 쓰인 적이 전혀 없으며 오히려 인근의 '서래마을'과 혼동될 수 있다는 점, 남의 밭에서 농작물을 절도하는 행위인 '서리'를 떠올리게 한다는 점, 서릿개라는 단어가 '-개'로 끝나기 때문에 개와 연관된 욕설로 비춰질 수 있고 부정적 어감을 가진다는 이유를 들어 역명을 '구반포역 (구반포)' 혹은 '반포본동역 (반포본동)'으로 변경 요청했고, 서울시메트로9호선은 논의 끝에 이를 수용해 '구반포'로 확정했다.
이 지역은 행정구역상으로 서초구 반포본동에 속하며, 반포동 지역 처음으로 1970년대 초반에 지어진 5층 아파트 단지와 2층 상가들로 구성돼 있다. 인접 지역에 이어 들어선 반포2동 (신반포) 아파트 단지와 구분하기 위해 "구반포"라는 이름으로 널리 불리어왔다.
서릿개역이란 이름을 지지하였던 사람들은 반포라는 이름이 7호선 반포역, 구반포역, 신반포역 (9호선) 등 세 역사에 들어가므로 혼란스러울 수 있다고 지적한다. 반포라는 이름을 가장 먼저 사용한 7호선 반포역은 실제로는 반포동이 아닌 잠원동에 위치하고 있다. (당시 반포 주공 3단지가 있었다는 점 때문에 역명을 그렇게 지은 것으로 추정되며, 현재 반포 주공 3단지 아파트는 반포 GS 자이 아파트로 재건축되어 있다.)

## 역사
- 2008년 9월 18일: 구반포역으로 역명 결정[4]
- 2009년 7월 24일: 서울 지하철 9호선 개화~신논현 구간 개통과 함께 영업 개시

## 역 구조
2면 2선의 상대식 승강장을 가지고 있으며, 승강장에 스크린도어가 설치돼 있다.

### 승강장
| 동작(현충원) ↑ |
| \| 하          |
| ↓ 신반포       |

| 하행 | ● 서울 지하철 9호선 | 일반 동작(현충원)·노량진 · 국회의사당(KDB산업은행)·당산 · 염창 · 마곡나루(서울식물원)·김포공항 · 개화 방면 |
| 상행 | ● 서울 지하철 9호선 | 일반 신논현 · 선정릉 · 종합운동장 · 석촌(한솔병원)·올림픽공원(한국체대)·중앙보훈병원 방면                  |

## 논란

### 1번 출구의 지붕유무

지붕 설치를 요구하는 입주자대표회의측의 현수막
1번 출구의 지붕 설치 요구가 수용되었음을 알리는 현수막

서초구 구반포 아파트 입주자대표회의 측은 구반포역 1번 출구가 지붕이 없이 만들어졌다며 이의를 제기하기도 하였다. 당초 초안에는 구반포역 1번 출구는 지붕을 얹혀서 짓기로 하였으나, 출구 지붕이 주변 상가의 간판을 가린다는 민원이 제기되어 설치되지 않았다. 결국 실제 완성상으로는 지붕 없이 만들어져, 구반포 아파트 입주자대표회의는 이용자의 안전에 위험이 있다며 아파트 주변 곳곳마다 지붕설치를 요구하는 현수막을 내걸기도 하였다. 또한 이 지역 상권들도 역 출구개선에 대한 이의를 제기하기도 했다. 이에 대해 서울시는 아파트 입주자회의측과의 지붕 (캐노피) 설치의견에 대해 이 지역 주민들의 의견을 받아들여 구반포역 1번 출구 지붕 (캐노피)설치를 약속하였다.

## 역 주변
- 반포본동행정복지센터
- 세화여자중학교
- 세화고등학교
- 세화여자고등학교
- 서울반포초등학교
- 반포중학교
- 신반포중학교
- 서울잠원초등학교
- 엘루체 컨벤션 웨딩홀 (구 현대백화점 반포점)
- 반포한강공원
- 서래섬

## 이용객 변동
2009년 자료는 개통일인 2009년 7월 24일부터 12월 31일까지인 161일치만이 반영된 것이다.
| 노선  | 노선 | 일평균 인원수 (명/일) | 일평균 인원수 (명/일) | 일평균 인원수 (명/일) | 일평균 인원수 (명/일) | 일평균 인원수 (명/일) | 일평균 인원수 (명/일) | 일평균 인원수 (명/일) | 일평균 인원수 (명/일) | 일평균 인원수 (명/일) | 각주  |
| 노선  | 노선 | 2009년                | 2010년                | 2011년                | 2012년                | 2013년                | 2014년                | 2015년                | 2016년                | 2017년                | 각주  |
| ----- | ---- | --------------------- | --------------------- | --------------------- | --------------------- | --------------------- | --------------------- | --------------------- | --------------------- | --------------------- | ----- |
| 9호선 | 승차 | 1,749                 | 2,174                 | 2,447                 | 2,883                 | 3,068                 | 3,355                 | 3,336                 | 3,258                 | 3,245                 | [ 5 ] |
| 9호선 | 하차 | 1,938                 | 2,376                 | 2,655                 | 3,111                 | 3,283                 | 3,602                 | 3,524                 | 3,452                 | 3,427                 | [ 5 ] |

## 인접한 역
| 서울 지하철 9호선  | 서울 지하철 9호선        | 서울 지하철 9호선            |
| ------------------ | ------------------------ | ---------------------------- |
| 920 동작 개화 방면 | ● 서울 지하철 9호선 일반 | 922 신반포 중앙보훈병원 방면 |